# Delegação de Yobe na Assembleia Nacional da Nigéria
A delegação de Yobe na Assembleia Nacional da Nigéria compreende três  Senadores representando Yobe Norte, Yobe Sul, Yobe Leste e seis Representantes representando  Gulani/Gujba/Damaturu/Tarmuloa, Bursari/Geidam/Yunusari, Fika/Fune, Nangere/Pootiskum, Bade/Jakusko, e Yusufari/Nguru/Machina/Karasuwa.

## Quarta República

### O 4º Parlamento (1999 - 2003)
|               |                      |         |                                 |           |
| Cargo         | Nome                 | Partido | Eleitorado                      | Período   |
|               |                      |         |                                 |           |
| Senador       | Albishir Usman       | ANPP    | Yobe Norte                      | 1999–2003 |
| Senador       | Mamman Ali           | PDP     | Yobe Sul                        | 1999–2003 |
| Senador       | Goni Modu Zanna Bura | PDP     | Yobe Leste                      | 1999–2003 |
|               |                      |         |                                 |           |
| Representante | Babale Jibrin        | PDP     | Gulani/Gujba/Damaturu/Tarmuloa  | 1999–2003 |
| Representante | Geidam Almajir       | ANPP    | Bursari/Geidam/Yunusari         | 1999–2003 |
| Representante | Isiyaku Suleiman     | PDP     | Fika/Fune                       | 1999–2003 |
| Representante | Jonga Hassan         | ANPP    | Nangere/Pootiskum               | 1999–2003 |
| Representante | Lawan AhmadIbrahim   | ANPP    | Bade/Jakusko                    | 1999–2003 |
| Representante | Shugaba Bello        | ANPP    | Yusufari/Nguru/Machina/Karasuwa | 1999–2003 |